# Hvidbjerg Bank
Hvidbjerg Bank er en aktionærejet dansk lokalbank med hovedkontor i Hvidbjerg. Banken havde i 2020 et resultat på 18,6 mio. kr. og beskæftigede i 2021 53 ansatte. Banken blev grundlagt den 4. marts 1912 af en gruppe lokale bønder, håndværkere og fiskere fra Thyholm og Jegindø. Målet var at etablere en bank, som kunne være en finansiel partner i udbygningen af egnens landbrug, fiskeri og øvrige erhverv samt bankforbindelse for de lokale husholdninger.
Siden 1993 har banken ekspanderet, primært i Nordvest- og Midtjylland. Banken har i dag fire afdelinger i henholdsvis Struer, Viborg, Holstebro og Hurup. Bankes ejes af ca. 3.500 aktionærer. Administrerende bankdirektør er Jens Odgaard.